# ロレーナ・ヴィーゼル
ロレーナ・ヴィーゼル（Lorena Viezel, 1999年7月21日 - ）は、ブラジルの女子バレーボール選手。ブラジル代表。

## 来歴

### クラブチーム
ポンタ・ポラン出身。ジュニアクラブを経て、2017年、EC Pinheirosへ入団し3年間プレーした。2020年6月、Barueriへ移籍し、2年間プレーした。2022年7月、アソシアソン・ヴォレイ・バウルへの移籍が発表され、2022/23シーズンはスーパーカップで優勝、南米クラブ選手権で銅メダルを獲得した。2023年、プライア・クルーベへ移籍し、同年12月世界クラブ選手権に出場し、2023/24シーズンのブラジル・スーパーリーガでは準優勝した。2024年、Sesc-RJ/フラメンゴと契約し、2024/25シーズンのスーパーリーガでは中心選手として活躍をみせ、チームは6位となった。

### 代表チーム
アンダーカテゴリーの代表として2015年、U-18世界選手権に出場した。2016年のU-20南米選手権で金メダルを獲得した。2017年、U-20世界選手権に出場し5位となった。2022年、シニア代表に初選出され、同年のネーションズリーグで銀メダルを獲得。同年9-10月にオランダで開催された世界選手権で銀メダルを獲得した。2025年、ネーションズリーグに出場した。

## 球歴
- 世界選手権 - 2022年
- ネーションズリーグ - 2022年、2023年、2025年

## 所属クラブ
- EC Pinheiros（2017-2020年）
- Barueri（2020-2022年）
- アソシアソン・ヴォレイ・バウル（2022-2023年）
- プライア・クルーベ（2023-2024年）
- Sesc-RJ/フラメンゴ（2024年-）